# Spiniphora unicolor
Spiniphora unicolor är en tvåvingeart som beskrevs av Liu 2001. Spiniphora unicolor ingår i släktet Spiniphora och familjen puckelflugor. Inga underarter finns listade i Catalogue of Life.